# Austin Trevor
Claude Austin Trevor Schilsky (n. 7 octombrie 1897, Belfast, Regatul Unit al Marii Britanii și Irlandei – d. 22 ianuarie 1978, Bury St Edmunds, Anglia, Regatul Unit) a fost un actor nord-irlandez. A avut o îndelungată carieră în film și în televiziune.
A jucat în trei filme britanice ca Hercule Poirot la începutul anilor 1930: Alibi (1931), Cafeaua neagră (1931) și Lord Edgware Dies (1934). În ultimul său film, a interpretat majordomul Judson într-o nouă adaptare a lucrărilor Agathei Christie, Omorurile alfabetice (The Alphabet Murders, 1965).
Austin Trevor a declarat că a primit rolul lui Hercule Poirot doar pentru că putea vorbi cu accent francez.

## Filmografie
- The W Plan (1930) - Captain of Military Police
- At the Villa Rose (1930) - Hanaud
- Escape (1930) - Parson
- The Man from Chicago (1930) - Inspector Drew
- Alibi - Hercule Poirot
- A Night in Montmartre (1931) - Paul deLisle
- Cafeaua neagră (Black Coffee, 1931) - Hercule Poirot
- The Crooked Lady (1932) - Captain James Kent
- The Chinese Puzzle (1932) - Paul Markatel
- A Safe Proposition (1932) - Count Tonelli
- On Secret Service (1933) - Captain Larco
- The Broken Melody (1934) - Pierre Falaise
- Lord Edgware Dies (1934) - Hercule Poirot
- Death at Broadcasting House (1934) - Leopold Dryden
- Inside the Room (1935) - Pierre Santos
- Mimi (1935) - Lamotte
- Royal Cavalcade (1935) - Capt. Oates
- The Silent Passenger (1935) - Inspector Parker
- Parisian Life (1936) - Don Joao
- La Vie parisienne (1936) - Don Joâo (nemenționat)
- The Beloved Vagabond (1936) - Count de Verneuil
- As You Like It (1936) - Le Beau
- Dusty Ermine (1936) - Swiss Hotelier-Gang Leader
- Rembrandt (1936) - Marquis
- Sabotage (1936) - Vladimir - Paymaster at Aquarium (nemenționat)
- Knight Without Armour (1937) - Dr. Muller
- Dark Journey (1937) - Col. Adraxine
- Goodbye, Mr. Chips (1939) - Ralston
- The Followers (1939, film TV bazat pe piesă de teatru de Harold Brighouse) - Colonel Redfern
- The Lion Has Wings (1939) - Schulemburg - German Air Chief of Staff
- Law and Disorder (1940) - Heinreks
- Night Train to Munich (1940) - Capt. Prada
- Under Your Hat (1940) - Boris Vladimir
- The Briggs Family (1940) - John Smith
- The Seventh Survivor (1942) - Captain Hartzmann
- The Big Blockade (1942) - German: U-boat Captain
- The Young Mr. Pitt (1942) - French Registrar (nemenționat)
- The New Lot (1943) - Soldier Talking to Corporal (nemenționat)
- Heaven Is Round the Corner (1944) - John Cardew
- Champagne Charlie (1944) - The Duke
- Lisbon Story (1946) - Maj. Lutzen
- Anna Karenina (1948) - Col. Vronsky
- The Red Shoes (1948) - Prof. Palmer
- So Long at the Fair (1950) - Police Commissaire
- Father Brown (1954) - Herald
- To Paris with Love (1955) - Leon de Colville
- Tons of Trouble (1956) - Sir Hervey Shaw
- Seven Waves Away (1957) - Edward Wilton
- Dangerous Exile (1957) - M. Petitval
- The Naked Truth (1957) - Ministru cu infarct miocardic (nemenționat)
- Carlton-Browne of the F.O. (1959) - Secretary General (nemenționat)
- Horrors of the Black Museum (1959) - Commissioner Wayne
- Konga (1961) - Dean Foster
- Ziua în care a fost incendiat Pământul (The Day the Earth Caught Fire, 1961) - Sir John Kelly
- The Court Martial of Major Keller (1961) - Power
- Never Back Losers (1961) - Col. Warburton
- Omorurile alfabetice (The Alphabet Murders, 1965) - Judson